# پانصد میلیون ثروت
پانصد میلیون ثروت (به فرانسوی: Les Cinq cents millions de la Bégum) یکی از آثار ژول ورن، نویسنده داستان‌های علمی و تخیلی است که در سال ۱۸۷۹ توسط پیر-ژول اتزل منتشر شد. این کتاب به انگلیسی با نام‌های «The Begum’s Millions» و «The Begum’s Fortune» به چاپ رسیده‌است.
داستان این رمان به زیبایی ظهور نازی‌ها در اروپا را پیشگویی می‌کند همان‌طور که بسیاری از منتقدین از شخصیت منفی رمان به عنوان شبه هیتلر یاد می‌کنند.

## شرح داستان

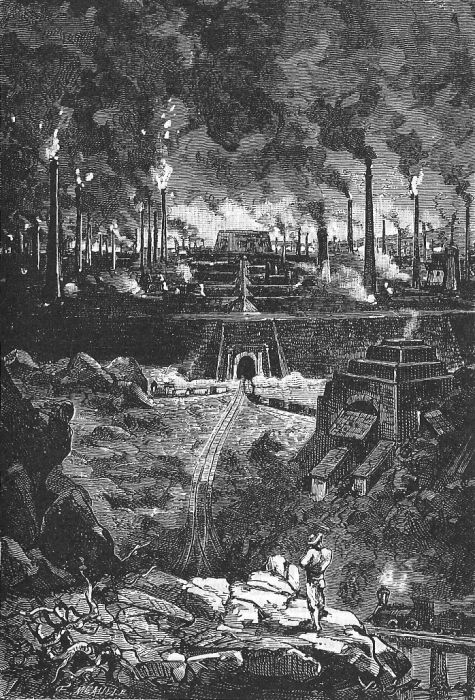
یک تصویر از رمان ژول ورن با نلم پانصد میلیون ثروت

دکتر سارازان، پزشک فرانسوی برای شرکت در یک کنگرهٔ بهداشتی به انگلستان می‌رود. پس از دیدار با نمایندهٔ یک بانک انگلیسی با خبر می‌شود که ارثیهٔ هنگفتی برابر با پانصد میلیون فرانک فرانسه به او رسیده‌است. دکتر سارازان که مردی نیک خواه و میهن‌پرست است، تصمیم به ساخت شهری نمونه به نام فرانس ویل در آمریکا می‌گیرد که همه چیز برای آسایش مردم در آنجا فراهم باشد. در همین هنگام دانشمند آلمانی دیگری به نام پروفسور شولتز بنا به اتفاق در می‌یابد که او نیز در ارثیهٔ هنگفتی که به دکتر سارازان رسیده، شریک است. در آن زمان روابط آلمانی‌ها و فرانسویان تیره است. به همین سبب پروفسور شولتز سعی می‌کند به هر ترتیب شده سهم خود را از ارثیهٔ دکتر سارازان جدا کند و موفق هم می‌شود. او برخلاف دکتر سارازان سهم خود را به مصرف گسترش کارخانهٔ فولاد خود و پروژه‌های محرمانهٔ ساخت بمب می‌رساند. پس از مدتی پروفسور شولتز ناپدید می‌شود.
دکتر سارازان تصمیم می‌گیرد برای پی بردن به واقعیت به کارخانهٔ شولتز برود. در آنجا در می‌یابد که شولتز مدت هاست بر اثر انفجار یکی از دستگاه‌های ویرانگر خود کشته شده‌است. دکتر سارازان تصمیم می‌گیرد از تأسیسات و دستگاه‌های کارخانهٔ شولتز برای گسترش فعالیت‌هایش برای خوشبختی هم میهنان و همنوعانش استفاده کند.